# 蓑羽鹤属
蓑羽鹤属（学名Anthropoides）在生物分类学上是鹤形目鹤科中的一个属。本属2种，其中蓑羽鹤是世界上体形最小的鹤类，在中国境内有分布。